# Basile Georges Casmoussa

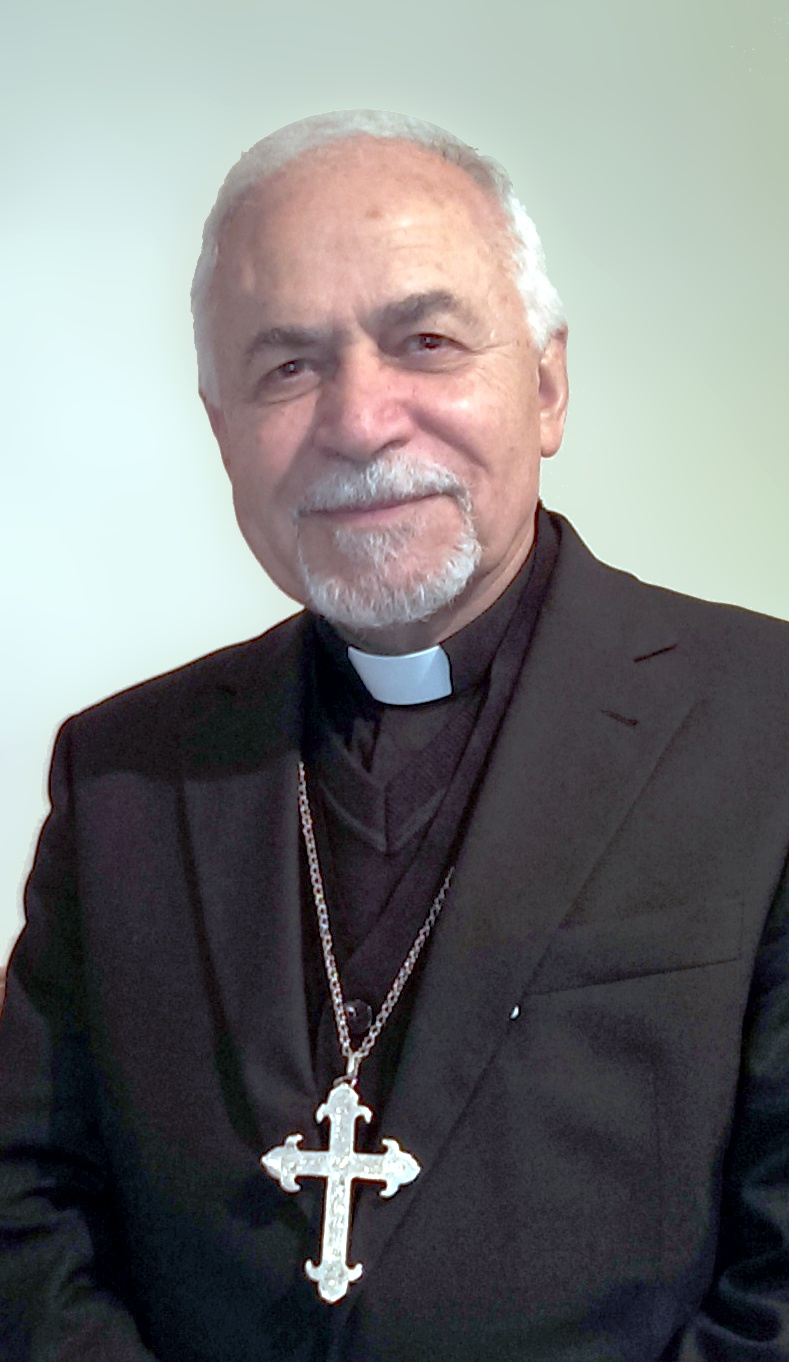
Basile Georges Casmoussa

Basile Georges Casmoussa (sinh 1938) là một Giám mục người Iraq của Giáo hội Công giáo nghi lễ Syria, trực thuộc Giáo hội Công giáo Rôma. Ông hiện đảm trách vị trí Đại diện Thượng phụ nghi lễ Syria Thăm viếng Astralia. Trước đó ông còn đảm nhiệm nhiều vị trí khác như Đại diện Thượng phụ Syria Thăm viếng Tây Âu, Giám mục Giáo triều Giáo hội nghi lễ Syria và Tổng giám mục Tổng giáo phận Mossul, nghi lễ Syria.

## Tiểu sử
Tổng giám mục Basile Georges Casmoussa sinh ngày 25 tháng 10 năm 1938, tại Karakoche, thuộc Iraq. Sau quá trình tu học dài hạn tại các chủng viện theo quy định của Giáo luật, ngày 10 tháng 6 năm 1962, Phó tế Casmoussa, 24 tuổi, tiến đến việc được truyền chức linh mục.
Với gần 38 năm thực hiện các hoạt động mục vụ trên cương vị là một linh mục, ngày 8 tháng 5 năm 1999, tin tức loan báo về việc tuyển chọn linh mục Basile Georges Casmoussa, 61 tuổi, vào hàng ngũ các giám mục, cụ thể với chức vị Tổng giám mục chính tòa Tổng giáo phận Mossul, nghi lễ Syria. Đến tấn nửa năm sau đó, vào ngày 9 tháng 12 cùng năm, lễ tấn phong cho vị tân giám mục mới được tổ chức, với phần nghi thức truyền chức cử hành cách trọng thể bởi 3 giáo sĩ cấp cao. Chủ phong cho vị tân chức là Thượng phụ Ignace Moussa I Daoud, Thượng phụ Tòa Thượng phụ Antioch, nghi lễ Syria. Hai vị còn lại với vai trò phụ phong là Tổng giám mục Athanase Matti Shaba Matoka, Tổng giám mục Tổng giáo phận Baghdad, nghi lễ Syria và Tổng giám mục Jules Mikhael Al-Jamil, Giám mục Phụ tá Tòa Thượng phụ Antioch, nghi lễ Syria.
Sau 10 năm trên cương vị Tổng giám mục Mossul, ông quyết định từ nhiệm ngày 26 tháng 6 năm 2010. Không lâu sau đó, Giáo hội Công giáo nghi lễ Syria tái bổ nhiệm Tổng giám mục Georges Casmoussa làm Giám mục Giáo triều Giáo hội Công giáo nghi lễ Syria. Quyết định tái bổ nhiệm được công bố vào ngày 1 tháng 3 năm 2011.
Ngày 13 tháng 1 năm 2014, ông được bổ nhiệm làm Đại diện Thượng phụ Thăm viếng Đông Âu. Ông giữ chức vị này cho đến ngày 21 tháng 6 năm 2017, thì được quyết địnhb thuyên chuyển làm Đại diện Thượng phụ Thăm viếng Australia.